# Dorothy Manley
Dorothy Gladys Manley (verwitwete Hall, verheiratete Parlett; * 29. April 1927 in London; † 31. Oktober 2021 ebenda) war eine britische Leichtathletin und Olympiazweite.
Manley arbeitete als Schreibkraft und trainierte erst seit fünf Monaten, als sie 1948 an den Olympischen Sommerspielen in London teilnahm und mit einem Ergebnis von 12,2 Sekunden die Silbermedaille im 100-Meter-Lauf hinter der Niederländerin Fanny Blankers-Koen (Gold) und vor der Australierin Shirley Strickland (Bronze) errang. Sie hatte eigentlich vor, als Hochspringerin an den Olympischen Spielen teilzunehmen, doch ihr Trainer bestand darauf, dass sie als Sprinterin starten solle. An der Eröffnungszeremonie nahm sie nicht teil, da sie sich für die am nächsten Tag beginnenden Wettkämpfe schonen sollte. Ihre Vorläufe gewann sie alle, im Finale musste sie sich jedoch Fanny Blankers-Koen geschlagen geben, was teilweise auch darauf zurückzuführen ist, dass Manley aufgrund ihrer Nervosität dachte, sie sei zu früh gestartet, und auf den ersten Metern nur zögerlich weiterlief. Während der Olympischen Spiele kümmerte sie sich um ihren Verlobten und späteren Ehemann Peter Hall, der nach psychischen Problemen und einem Selbstmordversuch sich in klinischer Behandlung befand.
1949 heiratete sie Hall und startete von da an unter dem Namen Dorothy Hall. Bei den British Empire Games 1950 erreichte sie Mannschafts-Bronzemedaille über 440 (110 × 220 × 110) Yards und die Mannschafts-Silbermedaille über 660 (220 × 110 × 220 × 110) Yards. Nach Problemen mit ihrer Schilddrüse beendete sie 1952 ihre sportliche Laufbahn.
Ihr erster Mann starb 1973. Im Jahre 1979 heiratete sie ihren Mannschaftskollegen bei den Olympischen Spielen 1948 und den British Empire Games 1950 John Parlett.
Bei einer Größe von 1,65 m betrug ihr Wettkampfgewicht 56 kg. Sie startete für den Verein Essex Ladies und setzte sich stark für die Vergabe der Olympischen Spiele 2012 an London ein.